# Coppa del Re (hockey su pista)

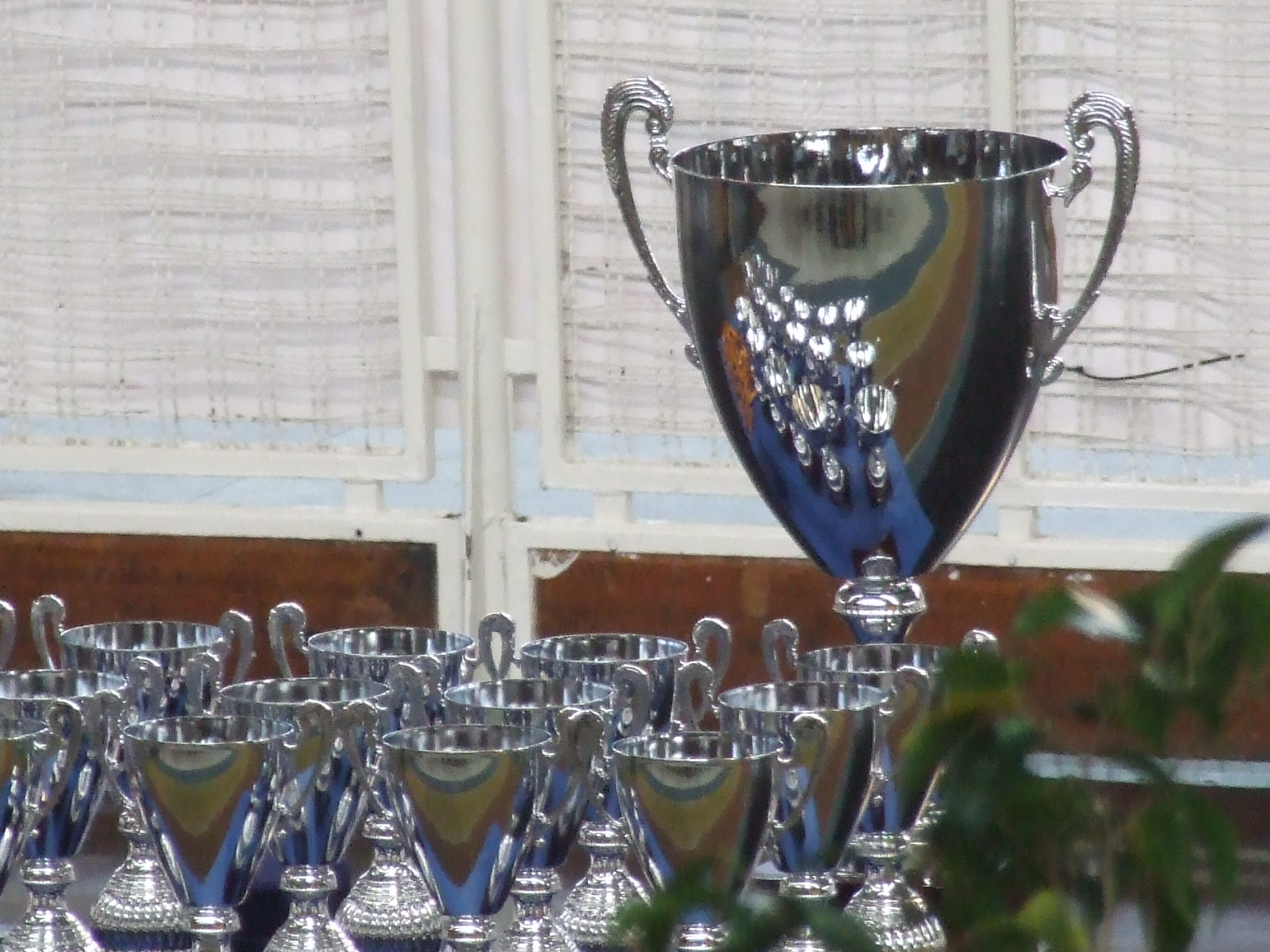

La Coppa del Re è la principale coppa nazionale spagnola di hockey su pista maschile. Istituita nel 1944, è disputata con cadenza annuale.
Dal 1976 al 1995, la conquista del trofeo comportava la qualificazione in Coppa delle Coppe; dal 2004, inoltre, il successo finale dà diritto di contendere la Supercoppa di Spagna alla squadra campione di Spagna.

## Formula
Partecipano al torneo le prime otto squadre in classifica al termine del girone di andata dell'OK Liga che si sfidano in una sede unica predefinita tramite la formula delle Final Eight, cioè quarti di finale, semifinali e finale in gara unica ad eliminazione diretta.

## Albo d'oro
| Stagione   | Data                                              | Vincitore (numero vittorie)                       | Finalista perdente                                | Risultato                                         | Sede della/e finale/i                                       |
| ---------- | ------------------------------------------------- | ------------------------------------------------- | ------------------------------------------------- | ------------------------------------------------- | ----------------------------------------------------------- |
| 1944 (1ª)  | 11 giugno                                         | Espanyol                                          | Cerdanyola                                        | 4-1                                               | Barcellona - ?                                              |
| 1945 (2ª)  | 1º aprile                                         | Unión Barcellona                                  | Girona                                            | 2-1                                               | Reus - ?                                                    |
| 1946 (3ª)  | 5 maggio                                          | Reus Ploms                                        | Espanyol                                          | 6-3 (dts)                                         | Girona - ?                                                  |
| 1947 (4ª)  | 19 marzo                                          | Espanyol (2)                                      | GEIEG Girona                                      | 9-3                                               | Barcellona - ?                                              |
| 1948 (5ª)  | 9 maggio                                          | Espanyol (3)                                      | CP Barcellona                                     | 3-1                                               | Reus - ?                                                    |
| 1949 (6ª)  | 1º - 3 aprile                                     | Espanyol (4)                                      | GEIEG Girona                                      | Girone all'italiana                               | Barcellona - ?                                              |
| 1950 (7ª)  | 9 maggio                                          | CP Barcellona                                     | Reus Deportiu                                     | 5-2                                               | Barcellona - ?                                              |
| 1951 (8ª)  | 13 maggio                                         | Espanyol (5)                                      | Reus Deportiu                                     | 9-4 (dts)                                         | Barcellona - ?                                              |
| 1952 (9ª)  | 31 marzo                                          | Reus Deportiu                                     | Espanyol                                          | 2-1                                               | Barcellona - ?                                              |
| 1953 (10ª) | 26 aprile                                         | Barcellona                                        | Espanyol                                          | 2-1                                               | Barcellona - ?                                              |
| 1954 (11ª) | 3 maggio                                          | Espanyol (6)                                      | Reus Deportiu                                     | 2-1                                               | Valencia - ?                                                |
| 1955 (12ª) | 1º maggio                                         | Espanyol (7)                                      | Barcellona                                        | 2-1                                               | Madrid - ?                                                  |
| 1956 (13ª) | 6 maggio                                          | Espanyol (8)                                      | Barcellona                                        | 2-1                                               | Barcellona - ?                                              |
| 1957 (14ª) | 12 giugno                                         | Espanyol (9)                                      | Barcellona                                        | 4-1                                               | Barcellona - ?                                              |
| 1958 (15ª) | 16 - 18 maggio                                    | Barcellona (2)                                    | Espanyol                                          | Girone all'italiana                               | Madrid - ?                                                  |
| 1959 (16ª) | 28 - 30 giugno                                    | Sabadell                                          | Voltregà                                          | Girone all'italiana                               | Sant Hipòlit de Voltregà - ?                                |
| 1960 (17ª) | 10 - 12 giugno                                    | Voltregà                                          | Barcellona                                        | Girone all'italiana                               | Barcellona - ?                                              |
| 1961 (18ª) | 2 - 4 giugno                                      | Espanyol (10)                                     | Igualada                                          | Girone all'italiana                               | Salt - ?                                                    |
| 1962 (19ª) | 16 - 18 maggio                                    | Espanyol (11)                                     | Voltregà                                          | Girone all'italiana                               | Palma di Maiorca - ?                                        |
| 1963 (20ª) | 23 - 27 maggio                                    | Barcellona (3)                                    | Voltregà                                          | Girone all'italiana                               | Cerdanyola del Vallès - ?                                   |
| 1964 (21ª) | 12 - 14 giugno                                    | Vilanova                                          | Voltregà                                          | Girone all'italiana                               | La Coruña - Stadio Riazor                                   |
| 1965 (22ª) | 30 maggio                                         | Voltregà (2)                                      | Sabadell                                          | 2-0                                               | Girona - ?                                                  |
| 1966 (23ª) | 12 giugno                                         | Reus Deportiu (2)                                 | Vilanova                                          | 1-0                                               | Barcellona - ?                                              |
| 1967 (24ª) | 18 giugno                                         | Mataró                                            | Vilanova                                          | 2-1                                               | Mataró - ?                                                  |
| 1968 (25ª) | 2 giugno                                          | Vilanova (2)                                      | Montemar                                          | 2-1                                               | Alicante - ?                                                |
| 1969 (26ª) | 1º giugno                                         | Voltregà (3)                                      | Barcellona                                        | 4-1                                               | Sant Carles de la Ràpita - ?                                |
| 1970 (27ª) | 21 giugno                                         | Reus Deportiu (3)                                 | Voltregà                                          | 5-1                                               | Barcellona - ?                                              |
| 1971 (28ª) | 13 giugno                                         | Reus Deportiu (4)                                 | Noia                                              | 4-1                                               | Sant Sadurní d'Anoia - ?                                    |
| 1972 (29ª) | 11 giugno                                         | Barcellona (4)                                    | Reus Deportiu                                     | 3-1                                               | Sabadell - ?                                                |
| 1973 (30ª) | 17 giugno                                         | Reus Deportiu (5)                                 | Cerdanyola                                        | 5-4                                               | Mieres - ?                                                  |
| 1974 (31ª) | 16 giugno                                         | Voltregà (4)                                      | Barcellona                                        | 4-2                                               | Siviglia - ?                                                |
| 1975 (32ª) | 15 giugno                                         | Barcellona (5)                                    | Voltregà                                          | 3-1                                               | Sabadell - ?                                                |
| 1976 (33ª) | 17 giugno                                         | Vilanova (3)                                      | Voltregà                                          | 5-5 (dts) (3-2 dtr)                               | Alcoy - ?                                                   |
| 1977 (34ª) | 19 giugno                                         | Voltregà (5)                                      | Barcellona                                        | 7-2                                               | Murcia - ?                                                  |
| 1978 (35ª) | 9 luglio                                          | Barcellona (6)                                    | Voltregà                                          | 5-4                                               | Lloret de Mar - ?                                           |
| 1979 (36ª) | 24 giugno                                         | Barcellona (7)                                    | Reus Deportiu                                     | 2-0                                               | Alcobendas - ?                                              |
| 1980 (37ª) | 24 giugno                                         | Cibeles                                           | Barcellona                                        | 4-0                                               | Salamanca - ?                                               |
| 1981 (38ª) | 5 luglio                                          | Barcellona (8)                                    | Cibeles                                           | 5-2                                               | Vic - ?                                                     |
| 1982 (39ª) | 18 luglio                                         | Liceo La Coruña                                   | Reus Deportiu                                     | 8-5                                               | Alcoy - ?                                                   |
| 1983 (40ª) | 10 luglio                                         | Reus Deportiu (6)                                 | Liceo La Coruña                                   | 4-1                                               | Santa Cruz de Tenerife - ?                                  |
| 1984 (41ª) | 8 luglio                                          | Liceo La Coruña (2)                               | Barcellona                                        | 4-2                                               | La Coruña - Pazo dos Deportes de Riazor                     |
| 1985 (42ª) | 16 giugno                                         | Barcellona (9)                                    | Liceo La Coruña                                   | 7-0                                               | Palma di Maiorca - Palacio de los deporte                   |
| 1986 (43ª) | 1º luglio                                         | Barcellona (10)                                   | Liceo La Coruña                                   | 3-3                                               | La Coruña - Pazo dos Deportes de Riazor                     |
| 1986 (43ª) | 6 luglio                                          | Barcellona (10)                                   | Liceo La Coruña                                   | 5-2                                               | Barcellona - Palau Blaugrana                                |
| 1987 (44ª) | 7 giugno                                          | Barcellona (11)                                   | Liceo La Coruña                                   | 12-3                                              | Barcellona - Palau Blaugrana                                |
| 1987 (44ª) | 21 giugno                                         | Barcellona (11)                                   | Liceo La Coruña                                   | 6-6                                               | La Coruña - Pazo dos Deportes de Riazor                     |
| 1988 (45ª) | -                                                 | Liceo La Coruña (3)                               | Noia                                              |                                                   |                                                             |
| 1988 (45ª) | -                                                 | Liceo La Coruña (3)                               | Noia                                              |                                                   |                                                             |
| 1989 (46ª) | 28 maggio                                         | Liceo La Coruña (4)                               | Igualada                                          | 7-7                                               | La Coruña - Pazo dos Deportes de Riazor                     |
| 1989 (46ª) | 4 giugno                                          | Liceo La Coruña (4)                               | Igualada                                          | 4-3                                               | Igualada - Poliesportiu Les Comes                           |
| 1990 (47ª) | 4 marzo                                           | Dominicos                                         | Reus Deportiu                                     | 2-1                                               | Alcobendas - ?                                              |
| 1991 (48ª) | 16 giugno                                         | Liceo La Coruña (5)                               | Voltregà                                          | 5-1                                               | Oviedo - ?                                                  |
| 1992 (49ª) | 10 maggio                                         | Igualada                                          | Voltregà                                          | 2-1                                               | Lloret de Mar - ?                                           |
| 1993 (50ª) | 27 giugno                                         | Igualada (2)                                      | Voltregà                                          | 6-3                                               | Santiago di Compostela - ?                                  |
| 1994 (51ª) | 17 luglio                                         | Barcellona (12)                                   | Liceo La Coruña                                   | 5-3                                               | Sant Sadurní d'Anoia - Pavelló Olímpic de l'Ateneu Agrícola |
| 1995 (52ª) | 8 luglio                                          | Liceo La Coruña (6)                               | Vic                                               | 5-2                                               | Cerdanyola del Vallès - ?                                   |
| 1996 (53ª) | 6 luglio                                          | Liceo La Coruña (7)                               | Igualada                                          | 5-4                                               | Cerdanyola del Vallès - ?                                   |
| 1997 (54ª) | 28 giugno                                         | Liceo La Coruña (8)                               | Igualada                                          | 9-3                                               | Alcobendas - ?                                              |
| 1998 (55ª) | 31 maggio                                         | Noia                                              | Igualada                                          | 3-3 (dts) (1-0 dtr)                               | Blanes - Pavelló d'Esports                                  |
| 1999 (56ª) | 28 febbraio                                       | Vic                                               | Igualada                                          | 6-6 (dts) (1-0 dtr)                               | Alcobendas - Pabellón Amaya Valdemoro                       |
| 2000 (57ª) | 27 febbraio                                       | Barcellona (13)                                   | Voltregà                                          | 3-3 (dts) (1-0 dtr)                               | Blanes - Pavelló d'Esports                                  |
| 2001 (58ª) | 18 marzo                                          | Blanes                                            | Voltregà                                          | 3-2                                               | Sant Sadurní d'Anoia - Pavelló Olímpic de l'Ateneu Agrícola |
| 2002 (59ª) | 10 marzo                                          | Barcellona (14)                                   | Igualada                                          | 3-1                                               | Vic - Pavelló Olímpic                                       |
| 2003 (60ª) | 16 marzo                                          | Barcellona (15)                                   | Vic                                               | 2-0                                               | Vilanova i la Geltrú - Pavelló de les Casernes              |
| 2004 (61ª) | 28 marzo                                          | Liceo La Coruña (9)                               | Igualada                                          | 2-0                                               | Jerez de la Frontera - Palacio de Chapín                    |
| 2005 (62ª) | 13 marzo                                          | Barcellona (16)                                   | Vic                                               | 2-0                                               | Reus - Pavelló Olímpic                                      |
| 2006 (63ª) | 12 marzo                                          | Reus Deportiu (7)                                 | Barcellona                                        | 3-2                                               | Lloret de Mar - Pavelló Municipal                           |
| 2007 (64ª) | 4 marzo                                           | Barcellona (17)                                   | Reus Deportiu                                     | 3-1                                               | Alcoy - Poliderpotivo Laporta                               |
| 2008 (65ª) | 2 marzo                                           | Noia (2)                                          | Vic                                               | 2-2 (dts) (1-0 dtr)                               | Igualada - Poliesportiu Les Comes                           |
| 2009 (66ª) | 22 marzo                                          | Vic (2)                                           | Barcellona                                        | 2-1                                               | La Coruña - Pazo dos Deportes de Riazor                     |
| 2010 (67ª) | 28 febbraio                                       | Vic (3)                                           | Vilanova                                          | 4-2                                               | Lloret de Mar - Pavelló Municipal                           |
| 2011 (68ª) | 27 febbraio                                       | Barcellona (18)                                   | Reus Deportiu                                     | 4-2                                               | Blanes - Pavelló d'Esports                                  |
| 2012 (69ª) | 4 marzo                                           | Barcellona (19)                                   | Noia                                              | 3-2                                               | Vilanova i la Geltrú - Pavelló de les Casernes              |
| 2013 (70ª) | 3 marzo                                           | Vendrell                                          | Reus Deportiu                                     | 4-3                                               | Oviedo - ?                                                  |
| 2014 (71ª) | 2 marzo                                           | Vendrell (2)                                      | Barcellona                                        | 6-3                                               | Lleida - Pavelló Onze de Setembre                           |
| 2015 (72ª) | 1º marzo                                          | Vic (4)                                           | Barcellona                                        | 2-1                                               | Blanes - Pavelló d'Esports                                  |
| 2016 (73ª) | 28 febbraio                                       | Barcellona (20)                                   | Vic                                               | 4-1                                               | Reus - Pavelló Olímpic                                      |
| 2017 (74ª) | 26 febbraio                                       | Barcellona (21)                                   | Reus Deportiu                                     | 4-3                                               | Alcobendas - Pabellón Amaya Valdemoro                       |
| 2018 (75ª) | 25 febbraio                                       | Barcellona (22)                                   | Liceo La Coruña                                   | 2-1                                               | Lloret de Mar - Pavelló Municipal                           |
| 2019 (76ª) | 24 febbraio                                       | Barcellona (23)                                   | Liceo La Coruña                                   | 4-1                                               | Reus - Pavelló Olímpic                                      |
| 2020       | Edizione non disputata causa pandemia di COVID-19 | Edizione non disputata causa pandemia di COVID-19 | Edizione non disputata causa pandemia di COVID-19 | Edizione non disputata causa pandemia di COVID-19 | Edizione non disputata causa pandemia di COVID-19           |
| 2021 (77ª) | 13 giugno                                         | Deportivo Liceo (10)                              | Barcellona                                        | 3-2                                               | La Coruña - Pazo dos Deportes de Riazor                     |
| 2022 (78ª) | 8 maggio                                          | Barcellona (24)                                   | Reus Deportiu                                     | 4-0                                               | Lleida - Pavelló Onze de Setembre                           |
| 2023 (79ª) | 5 marzo                                           | Barcellona (25)                                   | Deportivo Liceo                                   | 4-2                                               | Calafell - Pavelló Munipal Joan Ortoll                      |
| 2024 (80ª) | 10 marzo                                          | Barcellona (26)                                   | Sant Just                                         | 6-0                                               | Calafell - Pavelló Munipal Joan Ortoll                      |
| 2025 (81ª) | 9 marzo                                           | Reus Deportiu (8)                                 | Lleida Lista Blava                                | 5-4                                               | Calafell - Pavelló Munipal Joan Ortoll                      |

### Edizioni vinte e perse per squadra
| Squadra          | Vittorie | Secondi posti | Anni vittorie | Anni secondi posti                                                                |
| ---------------- | -------- | ------------- | --- | --------------------------------------------------------------------------------- |
| Barcellona       | 26       | 14            | 1953, 1958, 1963, 1972, 1975, 1978, 1979, 1981, 1985, 1986 1987, 1994, 2000, 2002, 2003, 2005, 2007, 2011, 2012, 2016 2017, 2018, 2019, 2022, 2023, 2024 | 1955, 1956, 1957, 1960, 1969, 1974, 1977, 1980, 1984, 2006 2009, 2014, 2015, 2021 |
| Espanyol         | 11       | 4             | 1944, 1947, 1948, 1949, 1951, 1954, 1955, 1956, 1957, 1961 1962                                                                                          | 1946, 1952, 1953, 1958                                                            |
| Deportivo Liceo  | 10       | 8             | 1982, 1984, 1988, 1989, 1991, 1995, 1996, 1997, 2004, 2021                                                                                               | 1983, 1985, 1986, 1987, 1994, 2018, 2019, 2023                                    |
| Reus Deportiu    | 8        | 12            | 1952, 1966, 1970, 1971, 1973, 1983, 2006, 2025 | 1950, 1951, 1954, 1972, 1979, 1982, 1990, 2007, 2011, 2013 2017, 2022,            |
| Voltregà         | 5        | 13            | 1960, 1965, 1969, 1974, 1977 | 1959, 1962, 1963, 1964, 1970, 1975, 1976, 1978, 1991, 1992 1993, 2000, 2001       |
| Vic              | 4        | 5             | 1999, 2009, 2010, 2015 | 1995, 2003, 2005, 2008, 2016                                                      |
| Vilanova         | 3        | 3             | 1964, 1968, 1976 | 1966, 1967, 2010                                                                  |
| Igualada         | 2        | 8             | 1992, 1993 | 1961, 1989, 1996, 1997, 1998, 1999, 2002, 2004                                    |
| Noia             | 2        | 3             | 1998, 2008 | 1971, 1988, 2012                                                                  |
| Vendrell         | 2        | 0             | 2013, 2014 |                                                                                   |
| CP Barcellona    | 1        | 1             | 1950 | 1948                                                                              |
| Sabadell         | 1        | 1             | 1959 | 1965                                                                              |
| Cibeles          | 1        | 1             | 1980 | 1981                                                                              |
| Unión Barcellona | 1        | 0             | 1945 |                                                                                   |
| Reus Ploms       | 1        | 0             | 1946 |                                                                                   |
| Mataró           | 1        | 0             | 1967 |                                                                                   |
| Dominicos        | 1        | 0             | 1990 |                                                                                   |
| Blanes           | 1        | 0             | 2001 |                                                                                   |
| GEIEG Girona     | 0        | 2             | | 1947, 1949                                                                        |
| Cerdanyola       | 0        | 2             | | 1944, 1973                                                                        |
| Girona           | 0        | 1             | | 1945                                                                              |
| Montemar         | 0        | 1             | | 1968                                                                              |
| Sant Just        | 0        | 1             | | 2024                                                                              |